# 西波托馬克公園
西波托馬克公園（West Potomac Park）是美國首都華盛頓的一處公園。許多著名的紀念碑建築都位於西波托馬克公園，包括朝鮮戰爭老兵紀念碑、傑佛遜紀念堂、富蘭克林羅斯福紀念碑、喬治馬森紀念碑、馬丁路德金紀念碑。西波托馬克公園也是著名的觀賞櫻花的勝地。

## 外部連結
- Official National Cherry Blossom Festival  website （页面存档备份，存于）